# Villanueva del Campo
Villanueva del Campo – gmina w Hiszpanii, w prowincji Zamora, w Kastylii i León, o powierzchni 40,09 km². W 2011 roku gmina liczyła 954 mieszkańców.